# Jayde Riviere
Jayde Yuk Fun Riviere (Markham, 22 de enero de 2001) es una futbolista canadiense. Juega como defensora en el Manchester United de la Women's Super League de Inglaterra. Es internacional con la selección de Canadá.

## Estadísticas

### Clubes
| Club              | País           | Año             |
| ----------------- | -------------- | --------------- |
| AFC Ann Arbor     | Estados Unidos | 2022            |
| Manchester United | Inglaterra     | 2023 - presente |

## Palmarés

### Torneos nacionales
| Título         | Club              | País       | Año  |
| -------------- | ----------------- | ---------- | ---- |
| Women's FA Cup | Manchester United | Inglaterra | 2024 |

### Títulos internacionales
| Título                     | Equipo | Sede  | Año  |
| -------------------------- | ------ | ----- | ---- |
| Juegos Olímpicos de Verano | Canadá | Tokio | 2020 |

(*) Incluyendo la Selección